# Ōkawa
Ōkawa (jap. 大川市 Ōkawa-shi) – miasto w Japonii, w prefekturze Fukuoka, na wyspie Kiusiu. Przez miasto przepływa rzeka Chikugo.

## Historia
1 kwietnia 1889 roku powstała miejscowość Ōkawa, a 1 kwietnia 1954 roku zdobyła status miasta.

## Populacja
Zmiany w populacji Ōkawy w latach 1970–2015:
| Rok  | Populacja |
| ---- | --------- |
| 1970 | 51 637    |
| 1975 | 50 395    |
| 1980 | 49 537    |
| 1985 | 47 837    |
| 1990 | 45 704    |
| 1995 | 43 341    |
| 2000 | 41 338    |
| 2005 | 39 213    |
| 2010 | 37 448    |
| 2015 | 34 838    |